# Artefacto (edições)
As Edições Artefacto são a vertente editorial da Sociedade de Instrução Guilherme Cossoul, uma das mais antigas agremiações de Lisboa, fundada em 1885 por 47 amadores de música e admiradores de Guilherme Cossoul.

## A SI Guilherme Cossoul e o seu contexto cultural
Ao longo da sua história de 125 anos, a Sociedade de Instrução Guilherme Cossoul alfabetizou cidadãos, ensinou oficios, formou campeões desportivos, músicos, actores (entre eles Henrique Viana e Raul Solnado), encenadores, dramaturgos e técnicos de cena. 
Na área da literatura, editou cerca de 90 títulos originais, muitos deles publicados pelas Edições do Destinatário, Edições Fluviais, Edições Tema e Edições do Buraco, criadas e dirigidas por Alberto Augusto Miranda.

## Edições sem fins lucrativos
Em 2010, e após a saída de Alberto Augusto Miranda do departamento literário da Sociedade Guilherme Cossoul, foram criadas as Edições Artefacto, vertente editorial que, à imagem das suas predecessoras, não tem fins lucrativos e se dedica a encontrar e dar a conhecer novos autores de géneros literários ditos marginais, como a poesia, o texto para teatro e a ficção curta.

## Autores da Artefacto
(por ordem de publicação)
Paulo Tavares, Nuno Dempster, Daniel Francoy, Hugo Milhanas Machado, Soledade Santos, Luís Felício, Frederico Pedreira, Pedro Tiago, João Silveira, Tatiana Faia.

## Ligações Externas
O projecto Artefacto 
Sociedade de Instrução Guilherme Cossoul